# علیوردی اوشاقی (خداآفرین)
علیوردی اوشاقی یکی از روستاهای استان آذربایجان شرقی است که در دهستان بسطاملو بخش مرکزی شهرستان خداآفرین واقع شده‌است.این روستا در فاصله 18 کیلومتری و در شمال شرق مرکز شهرستان واقع شده‌است.شغل اکثراً اهالی ان کشاورزی دامداری و کار با ماشین‌های سنگین است.